# Limburger

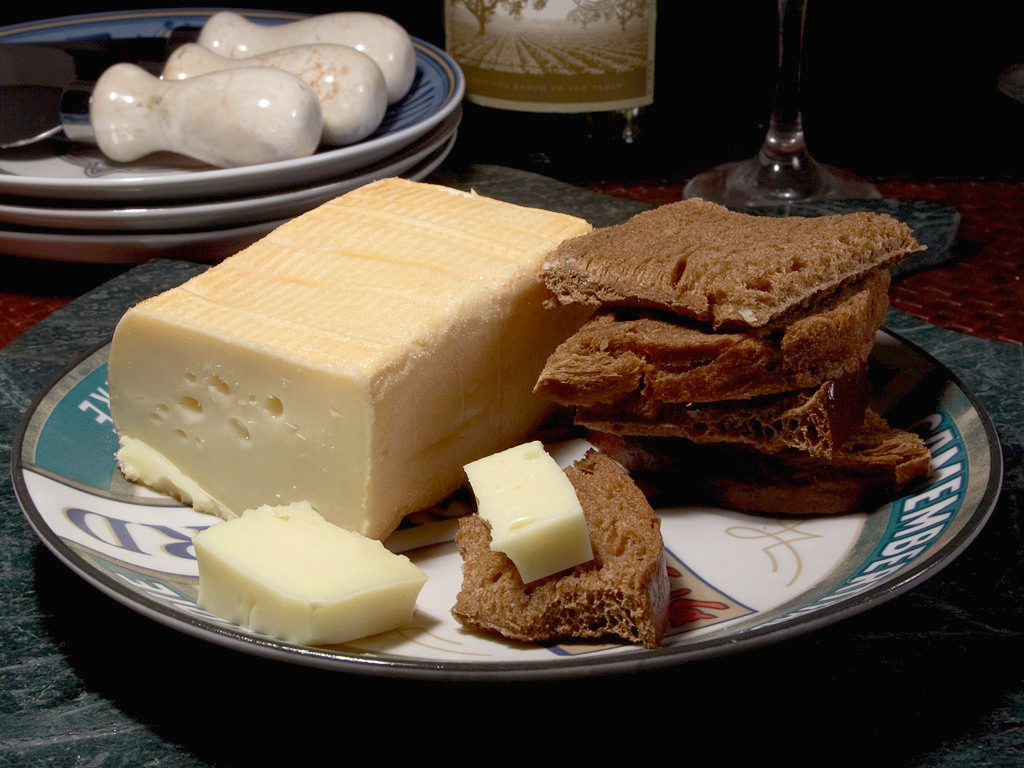
Limburger mit Brot

Limburger (benannt nach dem Herzogtum Limburg, auch Herve, Remoudou oder ugs. Backsteinkäse) ist ein Käse aus roher oder pasteurisierter Kuhmilch mit einem Fettgehalt von 20 % bis 60 % in der Trockenmasse und einer weichen Rotschmiere-Rinde, der ursprünglich aus dem Herzogtum Limburg stammt. Er gilt als eine der geruchstärksten Käsesorten und wird manchmal als „Stinkekäse“ bezeichnet. Seine Liebhaber schätzen den sehr aromatischen und würzigen Geschmack.

## Geschichte
Er wurde zuerst von Mönchen in den Klöstern des damaligen Herzogtums Limburg gekäst, weshalb er in Belgien unter der Bezeichnung Fromage de Herve bekannt ist. Seit 1830, als Carl Hirnbein mit der Produktion von Weichkäse in Missen-Wilhams begann, wird er von deutschen Käsern hergestellt, vor allem im Allgäu. Er wird dort auch Backsteinkäse oder Backsteiner genannt, weil er die Form eines Ziegelsteins hat. Eine starke Ähnlichkeit besteht zum Romadur.

## Herstellung
Zu Beginn und im Verlauf der zwischen zwei Wochen bis maximal drei Monate dauernden Reife werden die Käselaibe mit Flüssigkeiten geschmiert, die Rotschmierebakterien, vor allem Brevibacterium linens, enthalten. Durch Besiedelung mit den Rotschmierebakterien erhält der Käse eine orange bis rotbraune, elastische Oberfläche, die leicht klebrig und griesig-körnig ist. Der reife, schnittfeste Rotschmierweichkäse zeichnet sich durch intensiven Duft und Geschmack aus, welche durch die Entwicklung der „Rotschmiere“ entstehen.

## Handel und Gebrauch
Der belgische  Limburger ist als „Fromage de Herve“ ein geschütztes Erzeugnis und (seit 1996) der einzige belgische Käse mit geschützter Ursprungsbezeichnung (g. U.). Unter der Bezeichnung Limburger existieren Varianten aus anderen Regionen.
Der cremefarbene Käse mit rötlichbrauner Rinde und manchmal Anflügen von Weißschimmel kommt in quaderförmigen Stangen von 200 g und 500 g in den Handel und schmeckt jung recht mild, durchgereift immer kräftiger. Der Teig ist hellgelb und matt glänzend, weich, aber schnittfest. Reifer Limburger ist elastisch und weich, aber nicht fließend und hat kleine, unregelmäßige Löcher. Limburger mit schmieriger Rinde und geschrumpftem Teig hat den optimalen Reifegrad überschritten und ist nicht zu empfehlen.
Limburger wird im Allgäu und Oberschwaben in mehreren Varianten konsumiert,
- mit jungen, heißen Pellkartoffeln und Butter, als Getränk dazu kalte Milch
- als Brotbelag
- „saurer Käs“ in einer Vinaigrette aus Essig, Öl und vielen Zwiebelringen angemacht, dazu Mischbrot (häufig Schwarzbrot genannt), als Getränk Apfelmost.

Zu Limburger passen gut Vollkornbrot wie Pumpernickel und rohe Zwiebeln. Als Begleitgetränk empfehlen sich Bier, Apfelwein bzw. Most oder ein charaktervoller Wein.

### Limburger als Abwehrmaßnahme gegen Malaria-Ansteckung
Die anthropophilen Stechmücken der Art Anopheles gambiae, die in den Tropen zu den gefährlichsten Überträgern der Malaria zählen, finden ihre Wirte primär durch Erkennung der CO2-Ausscheidungen der Atemluft. Bei Windstille stechen sie bevorzugt in Bereiche der Fußsohlen und Knöchel. Dies sind diejenigen Stellen des menschlichen Körpers, in denen Bakterien der Art Brevibacterium epidermis kurzkettige Fettsäuren mit dem charakteristischen „Käsegeruch“ erzeugen. Die Mücken werden jedoch auch durch die Produkte der nahe verwandten Br. linens angezogen, die für den charakteristischen Geruch des Limburgers verantwortlich sind. Es sind daher Mückenfallen auf Basis von Limburger-Geruchsstoffen entwickelt worden, die die Anzahl der Bisse geringer halten.

## Kulturelle Rezeption
In der humoristischen Kurzgeschichte Die Geschichte eines Invaliden von Mark Twain ist der Geruch des Limburger Käses die Handlungsgrundlage.
In ihrem Hit „Dance This Mess Around“ von 1979 singen die B-52s: „Why don’t you dance with me? I’m not no Limburger“.